# Gršćaki
Gršćaki is een plaats in de gemeente Duga Resa in de Kroatische provincie Karlovac. De plaats telt 105 inwoners (2001).